# Uranius Tholus
L'Uranius Tholus è una struttura geologica della superficie di Marte.